# Toon Reyniers
Toon Reyniers (Eeklo, 8 september 1951) is een Vlaams auteur van boeken en hoorspelen.
Reyniers kreeg een technische opleiding en werd nadien bediende. Hij publiceerde enkele romans en thrillers, maar schreef tevens hoorspelen en scenario's voor de VRT. Nadien studeerde hij kunstgeschiedenis, schilderkunst en zeefdruk aan de Academie voor Schone Kunsten te Eeklo.